# Return to the Dark Side of the Moon: A Tribute to Pink Floyd
Return to the Dark Side of the Moon è un album-tributo organizzato da Billy Sherwood e pubblicato nel 2006 con la Purple Pyramid. Si tratta di un rifacimento del disco dei Pink Floyd The Dark Side of the Moon del 1973 e segue Back Against the Wall del 2005, tributo (sempre di Sherwood) a The Wall, anch'esso opera della band britannica. Return to the Dark Side of the Moon contiene anche un pezzo originale composto dallo stesso Sherwood e registrato con Tony Kaye e Robbie Krieger seguendo lo stile dell'album originale.
Per la produzione del disco hanno partecipato diversi musicisti della scena del rock progressivo, tra cui gli ex-membri degli Yes Bill Bruford, Peter Banks, Geoff Downes, Kaye e Sherwood stesso.

## Lista tracce
1. "Speak to Me" (Mason) / "Breathe" (Waters, Wright, Gilmour) (con Malcolm McDowell, Adrian Belew, Jeff Baxter, Tony Kaye, Alan White, John Giblin) 5:44
2. "On the Run" (Waters, Wright, Gilmour) (con Larry Fast, Alan White) 3:17
3. "Time" (Waters, Wright, Gilmour, Mason) (con Gary Green, Billy Sherwood, Michael Sherwood, Robbie Krieger, David Sancious, Alan White, Jay Schellen, Colin Moulding, CC White) 6:58
4. "The Great Gig in the Sky" (Wright, Torry) (con Rick Wakeman, CC White, Steve Howe, Jay Schellen, Billy Sherwood) 4:40
5. "Money" (Waters) (con Tommy Shaw, Edgar Winter, Gary Green, Billy Sherwood, Bill Bruford, Tony Levin) 6:24
6. "Us and Them" (Waters, Richard Wright) (con John Wetton, Scott Page, Dweezil Zappa, Tony Kaye, Pat Mastelloto, Jimmy Haslip, Bob Kulick, Michael Sherwood) 7:34
7. "Any Colour You Like" (Wright, Gilmour, Mason) (con Robben Ford, Steve Porcaro, Billy Sherwood, Aynsley Dunbar, Tony Franklin) 4:13
8. "Brain Damage" (Waters) (con Colin Moulding, Robbie Krieger, Geoff Downes, Vinnie Colaiuta, Del Palmer, Michael Sherwood, Billy Sherwood) 3:51
9. "Eclipse" (Waters) (con Billy Sherwood, Peter Banks, Tony Kaye, Vinnie Colaiuta, John Wetton, CC White) 2:07
10. "Where We Belong" (Sherwood) (con Billy Sherwood, Robbie Krieger, Tony Kaye) 3:56

## Artisti partecipanti
- Peter Banks: chitarra (Yes)
- Jeff Baxter: chitarra (The Doobie Brothers, Steely Dan)
- Adrian Belew: voce (King Crimson)
- Bill Bruford: batteria (Yes, UK, King Crimson)
- Vinnie Colaiuta: batteria (Frank Zappa)
- Geoff Downes: tastiere (Yes, Asia)
- Aynsley Dunbar: batteria (Frank Zappa, Lou Reed, Jefferson Starship, Jeff Beck, David Bowie, Whitesnake, Sammy Hagar, UFO, Journey)
- Larry Fast: tastiere (Peter Gabriel)
- Robben Ford: chitarra
- Tony Franklin: basso (The Firm, David Gilmour, Kate Bush, Whitesnake, Blue Murder, Roy Harper)
- John Giblin: basso (Peter Gabriel, Simple Minds, David Sylvian, Kate Bush)
- Gary Green: chitarra (Gentle Giant)
- Jimmy Haslip: basso
- Steve Howe: chitarra (Yes, Asia)
- Tony Kaye: tastiere (Yes)
- Bob Kulick: chitarra (Kiss, Lou Reed)
- Robby Krieger: chitarra (The Doors)
- Tony Levin: basso (King Crimson, Peter Gabriel)
- Steve Lukather: tastiere (Toto)
- Malcolm McDowell: voce
- Pat Mastelloto: batteria (King Crimson)
- Colin Moulding: voce, basso (XTC)
- Scott Page: sassofono (Toto, Supertramp, Pink Floyd)
- Del Palmer: basso (Kate Bush)
- Steve Porcaro:tastiere (Toto)
- David Sancious: tastiere (E Street Band, Sting, Peter Gabriel
- Jay Schellen: (Asia)
- Tommy Shaw: voce (Styx)
- Billy Sherwood: voce, tastiere, chitarra (Yes)
- Michael Sherwood: voce
- Rick Wakeman: tastiere (Yes)
- John Wetton: basso, voce (Family, King Crimson, Roxy Music, Uriah Heep, UK, Wishbone Ash, Asia)
- Alan White: batteria (Yes)
- CC White: voce
- Edgar Winter: sassofono
- Dweezil Zappa: chitarra

## Produzione
- Billy Sherwood: produzione, missaggio
- Billy Sherwood, Rob Audrey, Ken Latchney, Erik Jordan, Andy Partridge, Jeff Knowler: tecnici
- Joe Gastwirt: mastering